# Liviu Ganea
Liviu Adrian Ganea (ur. 23 lutego 1988 w Braile) – piłkarz rumuński grający na pozycji napastnika.

## Kariera klubowa
Karierę piłkarską Ganea rozpoczął w klubie Dinamo Bukareszt. Początkowo grał w rezerwach tego klubu w drugiej lidze. W 2005 roku został też włączony do kadry pierwszego zespołu Dinama i 15 października 2005 zadebiutował w pierwszej lidze rumuńskiej w wygranym 5:0 domowym meczu z CFR Cluj. W 2007 roku wywalczył z Dinamem swoje pierwsze w karierze mistrzostwo Rumunii.
W 2008 roku Ganea został wypożyczony z Dinama Bukareszt do CS Otopeni. Zadebiutował w nim 2 sierpnia 2008 w przegranym 1:3 wyjazdowym meczu z Oțelulem Galați. W całym sezonie strzelił 7 goli dla Otopeni, jednak spadł z nim do drugiej ligi.
W 2009 roku Ganea ponownie odszedł na wypożyczenie, tym razem do Astry Ploiești. W niej swój debiut zanotował 15 sierpnia 2009 w zremisowanym 0:0 spotkaniu z Glorią Bystrzyca. W sezonie 2009/2010 był najlepszym strzelcem Astry i zdobył 11 bramek.
W 2010 roku Ganea wrócił do Dinama, a w 2012 roku został zawodnikiem CFR Cluj. W 2013 roku został wypożyczony do Concordii Chiajna.
| Sezon   | Klub                | Kraj    | Rozgrywki | Mecze | Bramki |
| ------- | ------------------- | ------- | --------- | ----- | ------ |
| 2004/05 | Dinamo II Bukareszt | Rumunia | Divizia B | 9     | 3      |
| 2005/06 | Dinamo Bukareszt    | Rumunia | Divizia A | 1     | 0      |
| 2005/06 | Dinamo II Bukareszt | Rumunia | Divizia B | 21    | 5      |
| 2006/07 | Dinamo Bukareszt    | Rumunia | Divizia A | 9     | 2      |
| 2007/08 | Dinamo Bukareszt    | Rumunia | Liga I    | 5     | 0      |
| 2007/08 | Dinamo II Bukareszt | Rumunia | Liga II   | 9     | 3      |
| 2008/09 | CS Otopeni          | Rumunia | Liga I    | 25    | 7      |
| 2009/10 | Astra Ploiești      | Rumunia | Liga I    | 27    | 11     |
| 2010/11 | Dinamo Bukareszt    | Rumunia | Liga I    | 32    | 8      |
| 2011/12 | Dinamo Bukareszt    | Rumunia | Liga I    | 9     | 1      |
| 2011/12 | CFR Cluj            | Rumunia | Liga I    | 5     | 0      |
| 2012/13 | CFR Cluj            | Rumunia | Liga I    | 1     | 0      |
| 2013/14 | Concordia Chiajna   | Rumunia | Liga I    |       |        |

## Kariera reprezentacyjna
W swojej karierze Ganea występował w reprezentacji Rumunii U-21. W dorosłej reprezentacji zadebiutował 8 lutego 2011 roku w zremisowanym 2:2 towarzyskim meczu z Ukrainą (w karnych Ukraina wygrała 4:2).
| Mecze i gole w reprezentacji | Mecze i gole w reprezentacji | Mecze i gole w reprezentacji | Mecze i gole w reprezentacji | Mecze i gole w reprezentacji | Mecze i gole w reprezentacji | Mecze i gole w reprezentacji |
| #                            | Data                         | Stadion                      | Rywal                        | Wynik                        | Gol                          | Rozgrywki                    |
| 2011                         | 2011                         | 2011                         | 2011                         | 2011                         | 2011                         | 2011                         |
| ---------------------------- | ---------------------------- | ---------------------------- | ---------------------------- | ---------------------------- | ---------------------------- | ---------------------------- |
| 1.                           | 08.02.2011                   | Paralimni, Cypr              | Ukraina                      | 2:2 k. 2:4                   | 0                            | towarzyski                   |